# Zeszłego roku w Marienbadzie
Zeszłego roku w Marienbadzie (L'Année dernière à Marienbad) – film francusko-włoski z 1961 roku w reżyserii Alaina Resnais, według scenariusza Alaina Robbe-Grilleta. Zdjęcia kręcono w Monachium.
W 1961 film stał się oficjalnym francuskim kandydatem do rywalizacji o 34. rozdanie Oscara w kategorii najlepszego filmu nieanglojęzycznego.

## Opis fabuły
Akcja toczy się na spotkaniu towarzyskim w elitarnych kręgach w starym francuskim zamku. Mężczyzna podchodzi do kobiety i pyta ją: „Czy nie spotkaliśmy się w zeszłym roku w Marienbadzie?”. Kobieta odpowiada wymijająco. On pyta: „Czy nie powiedziałaś, że zostawisz męża i uciekniemy razem?”. Ona zaprzecza, ale rozmawiają dalej, jakby rzeczywiście poczynili wtedy takie plany. Kiedy zbliża się drugi mężczyzna, być może mąż, rozmowa urywa się niezręcznie i postacie rozchodzą się.
Film trwa dalej, jednak relacje między tymi postaciami i kolejność wydarzeń nie zostają wyjaśnione. Zamiast tego obrazy i wydarzenia takie jak powyższa rozmowa są powtórzone kilka razy, ale w innych miejscach zamku i otaczających go terenów. Kilka sekwencji pokazuje, jak mężczyźni obecni na spotkaniu wypełniają sobie czas zabawami (np. chińska gra nim i strzelanie do celu). Liczne są ujęcia z wózka prezentujące korytarze zamku, i czytane są wtedy niejasne teksty.